# Sium latifolium
Pour les articles homonymes, voir Berle.
Espèce
Classification phylogénétique
Sium latifolium, la Grande Berle ou Berle à larges feuilles, est une espèce de plantes à fleurs de la famille des Apiacées. C'est une plante herbacée vivace originaire d'Eurasie.

## Description
- Feuilles grandes, unipennées, à 5 paires de folioles
- Feuilles submergées bi- ou tri-pennées.
- Fleurs blanches en ombelles
- Floraison juin, septembre[1].

## Habitat
Marais et cours d'eau.

## Distribution
Cette espèce se rencontre dans toute la France sauf le Midi ; en  Europe elle est répandue jusqu'aux frontières de l'Asie mineure et à l'est, on la trouve en Russie et en Sibérie.

## Utilisation
La grande berle est suspectée d'être toxique. Elle abrite souvent une espèce d'insectes coléoptères Lixus paraplecticus.

## Protection
Menacée par l'artificialisation des cours d'eau et la concurrence d'espèces invasives, la grande berle est une espèce protégée dans la plupart des régions de France et en Suisse.